# Maquira sclerophylla
Maquira sclerophylla  es una especie arbórea con propiedades psicodélicas,[cita requerida] nativa de Sudamérica tropical: Brasil, Perú.